# Хампшърски басейн
Хампшърският басейн (на английски: Hampshire Basin) е низина в Южна Англия.
Простира се в южната част на графство Хампшър и съседни области на Дорсет и Съсекс. Заема средната част от английския бряг на Ла Манш, образувайки ивица с максимална ширина около 50 километра.
Главните градове в Хампшърския басейн са Саутхамптън, Портсмът и Борнмът.